# Publici Cert
Publici Cert (en llatí Publicius Certus) era un advocat i magistrat romà.
Va ser l'acusador del jove Helvidi, que Domicià va fer executar injustament. Per aquesta acusació va rebre el càrrec de prefecte de l'erari i se li va prometre el consolat, però a la mort del tirà va ser acusat per Plini el Jove al senat l'any 96 per les falses acusacions fetes contra Helvidi.
Nerva no va permetre al senat jutjar a Publici, però Plini va aconseguir la seva destitució com a prefecte de l'erari i amb això va perdre el dret al consolat. El relat de la seva destitució, que es va publicar posteriorment, el va explicar Plini en una carta a Ummidi Quadrat. Publici va morir pocs dies després del judici al senat, i alguns van suposar que la seva mort s'havia produït per la por a ser condemnat.